# 1983年イギリス労働党党首選挙

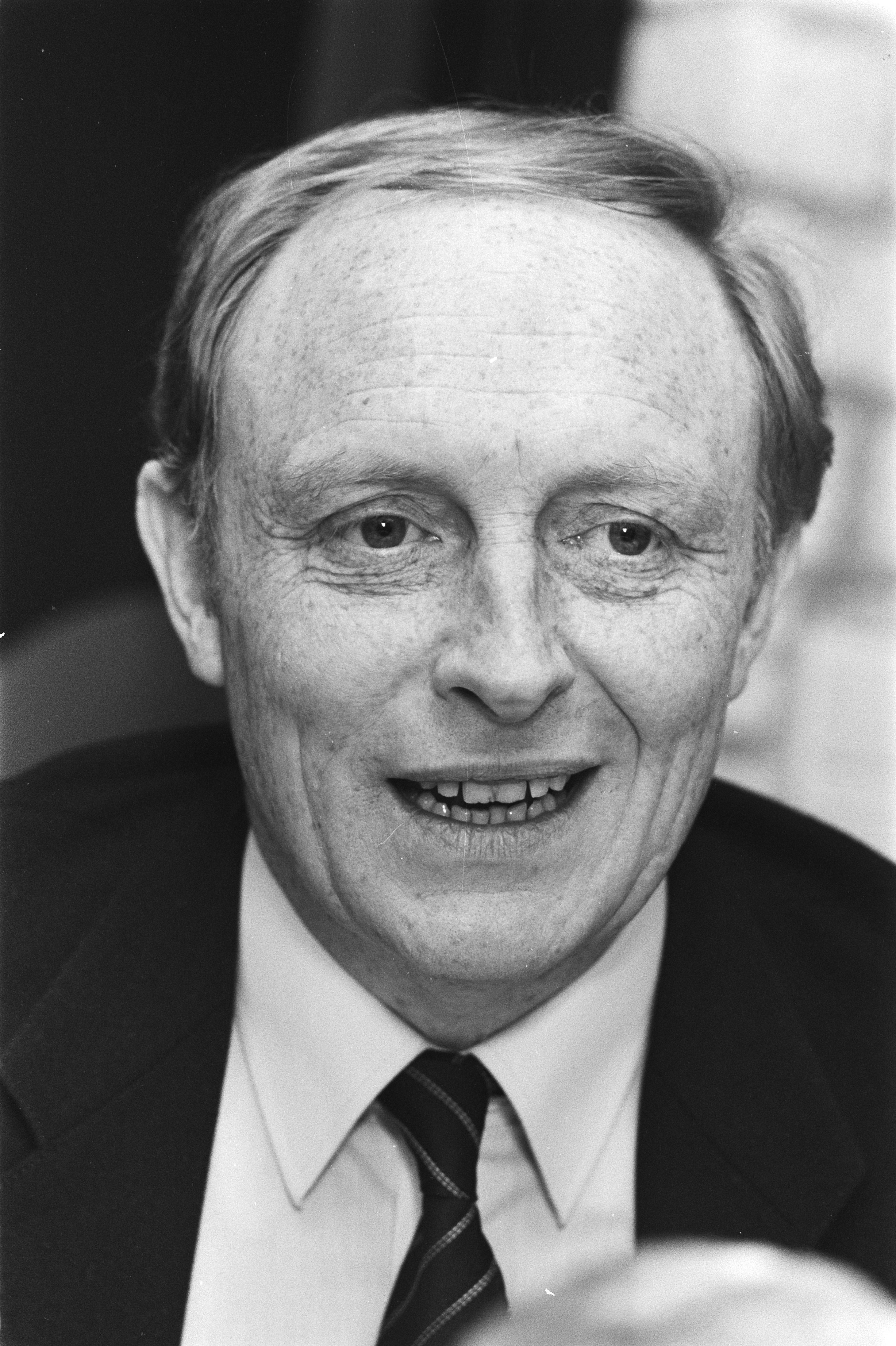
新党首に選ばれたニール・キノック

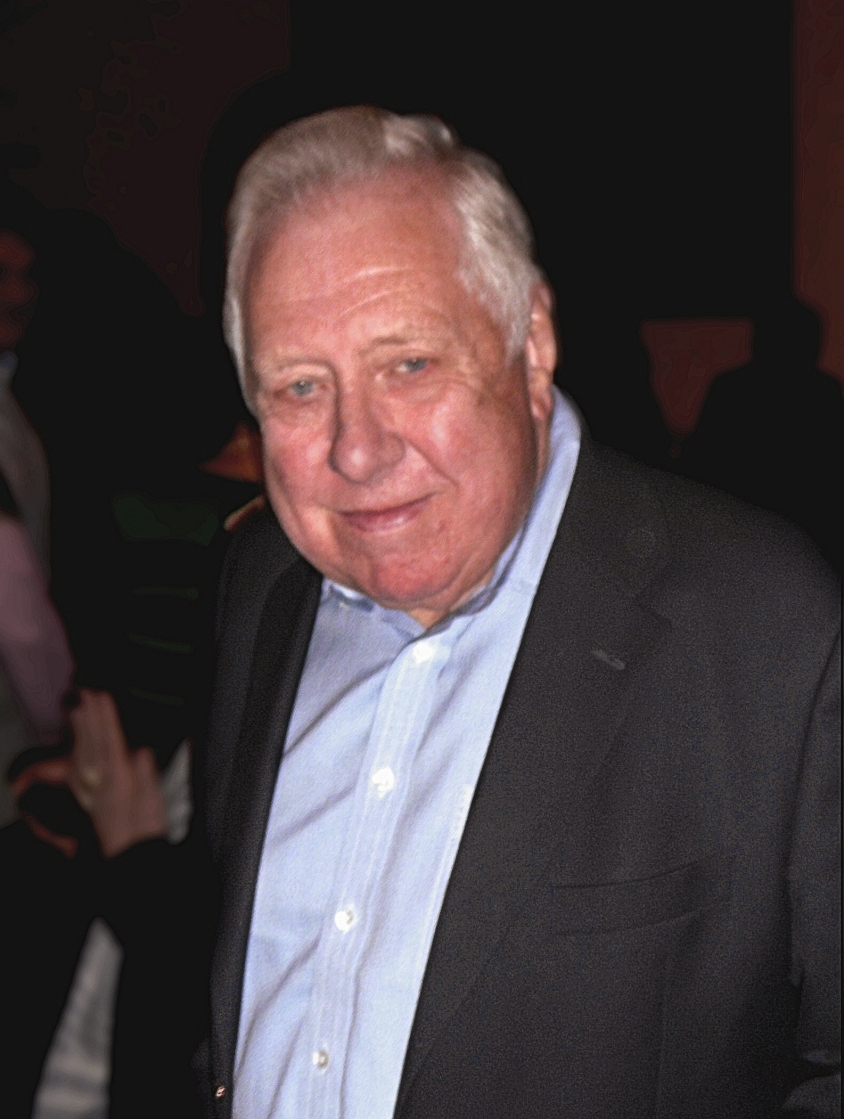
次点・ロイ・ハタズリー。副党首に就任。

1983年イギリス労働党党首選挙（Labour Party leadership election of 1983）は、イギリスの政党、労働党の党首を決定した選挙。1983年イギリス総選挙での大敗北の責任を取り、マイケル・フット党首が辞任したことを受けて開催された。
影の教育相ニール・キノック・元物価・消費者保護相ロイ・ハタズリー（Roy Hattersley）・党内極左派エリック・ヘファー（Eric Heffer）・元環境相ピーター・ショア（Peter Shore）の4名が立候補し、11月に実施された。
前回総選挙は党内左派が優勢な状態で戦われたが、予想以上の惨敗となったために党内で現実主義路線回帰への気運が高まったこともあり、穏健派のキノックが圧倒的な勝利を収めた。
党首選は、労働党が1981年以降採用しているシステムに則り、労働党の庶民院議員、欧州議会議員の票、労働党員の票を30%ずつ、労働党系列の労働組合員の票を40%にふりわけた投票で行われた。

## 選挙結果
|  | 候補者             | 労働組合票 | 党員票 | 議員票 | Total  |
|  | ------------------ | ---------- | ------ | ------ | ------ |
|  | ニール・キノック   | 29.042     | 27.452 | 14.778 | 71.272 |
|  | ロイ・ハタズリー   | 10.878     | 0.577  | 7.833  | 19.288 |
|  | エリック・ヘファー | 0.046      | 1.971  | 4.286  | 6.303  |
|  | ピーター・ショア   | 0.033      | 0      | 3.103  | 3.137  |

キノックの党首当選後に行われた副党首選では、この選挙で次点となった右派のロイ・ハタズリーが当選。ホールではあるものの、閣僚経験のないキノックをベテランのハタズリーが支える党内体制が出来上がり、この2人の組み合わせは「ドリーム・チケット」とも呼ばれた。
当時41歳というキノックの若さも助け、労働党は「若返り」のイメージを印象付けることに成功し、党首選後に行われたオブザーバー紙の世論調査では、労働党支持率39%を記録、与党・保守党の支持率42%を脅かすまでになった。